# Tractat de Gisors (1113)
El tractat de Gisors de 1113 fou un acord que es va signar el març d'aquest any entre Lluís VI de França i Enric I d'Anglaterra Beauclerc pel qual el primer reconeixia la sobirania del ducat de Normandia sobre el comtat del Maine i sobre la Bretanya.